# Giuseppe Antonio Sala
Giuseppe Antonio Sala (* 27. Oktober 1762 in Rom; † 23. Juni 1839 ebenda) war ein italienischer Kardinal der Römischen Kirche.

## Leben

### Herkunft und frühe Jahre
Er war das dritte Kind des aus der Provinz Novara stammenden Zollbeamten Giuseppe Antonio Sala und dessen Ehefrau Anna Sacchetti. Giuseppe Antonio Sala begann seine Studien am Collegio Romano und studierte Theologie bei den Dominikanern von Santa Maria sopra Minerva. Er empfing die Priesterweihe und wurde durch seinen älteren Bruder Domenico Sala (1747–1832) sowie durch Pier Antonio Tioli, Sekretär einer Kurienkongregatien, mit den Gebräuchen und Geschäftsgängen der Kurie vertraut gemacht. Während der französischen Besetzung 1798–1799 arbeitete er für Michele Di Pietro, zu jener Zeit Apostolischer Delegat für die Stadt Rom, und veröffentlichte ein aufschlussreiches Journal über die Revolutionsjahre.

### Kirchliche Laufbahn
Im Vorfeld der Unterzeichnung des Konkordates mit Frankreich war er Sekretär der Legation in Frankreich unter Kardinal Giovanni Battista Caprara. Am 5. September 1801 verließ er Rom und erreichte Paris am 4. Oktober desselben Jahres. Dort blieb er drei Jahre lang bis zur Ankunft des Papstes im Dezember 1804. Giuseppe Antonio Sala wandte sich mehrmals gegen die Zugeständnisse, die der schwache Kardinallegat Bonaparte gegenüber machte, und zog damit den Zorn des Letzteren auf sich. Am 2. Dezember 1804 assistierte er bei der Kaiserkrönung Napoleons.
Zurückgekehrt nach Rom, wurde ihm lediglich ein unbedeutendes Amt in der Datarie zugestanden, zweifellos wegen der Feindschaft, die Kardinalstaatssekretär Ercole Consalvi während des Konklave von Venedig gegen Giuseppe Antonio Salas Bruder Domenico hegte. Er war Sekretär der Delegation, mit der Papst Pius VII. den Kardinal Di Pietro am 9. Juni 1809 betraut hatte. Er wurde sofort festgenommen und ihm drohte die Deportation nach Reims. Daraufhin fand er zunächst in Cascia, dann in der Villa Salviati in Fiesole Zuflucht und verbrachte dort mehr als vier Jahre. Dort erarbeitete er auf Ersuchen von Kardinal Di Pietro eine Konsultation, welche die Gründe für die Abwesenheit der „schwarzen Kardinäle“ bei Napoleons zweiter Eheschließung darlegte. Ferner legte er im Februar/März 1814 in Zusammenarbeit mit seinem Bruder Domenico einen umfassenden Plan für die Reorganisation des Kirchenstaates vor, in dem die Verfasser sich für eine radikale Trennung zwischen geistlichen und weltlichen Belangen aussprachen.
Nach dem Zusammenbruch des Ersten Kaiserreiches begab Giuseppe Antonio Sala sich nach Bologna zu Pius VII., übergab diesem seinen Reformplan und begleitete den Papst anschließend nach Rom.
Nachdem er vor dem 22. April 1814 im Alter von 51 Jahren als päpstlicher Hausprälat und Apostolischer Protonotar in den Dienst der Kurie getreten war, spielte er unter den Kardinälen Pacca und Di Pietro in den ersten Monaten der Wiederherstellung des Kirchenstaates eine wichtige Rolle als Sekretär der provisorischen Kongregationen für die Untersuchung von Störungen (31. Mai 1814) und für die Reform (4. Juni 1814) in Bezug auf den weltlichen und Ordensklerus. Von Wien aus erreichte Kardinal Consalvi, dass der Druck des Reformplans verhindert wurde, und ordnete die Vernichtung aller Exemplare an. Giuseppe Antonio Sala wurde am 20. September 1815 zum Koadjutor cum iure successionis (mit dem Recht der Nachfolge) von Giulio Carpegna, dem Sekretär der Ritenkongregation, ernannt und sorgte bis Dezember 1825 für reibungslose Abläufe innerhalb der Kongregation. Am 1. Mai 1816 wurde er zum Referendar-Prälaten ernannt und am 10. März 1823 zum Sekretär der Kongregation für außerordentliche kirchliche Angelegenheiten. Papst Leo XII. ernannte ihn nacheinander zum Prüfer der Bischöfe im kanonischen Recht (7. November 1823), zum Gutachter der außerordentlichen apostolischen Visitation Roms (31. Mai 1824) und zum Prälaten der Kongregation für den Wiederaufbau der Basilika Sankt Paul vor den Mauern (21. März 1825). Am 18. Dezember 1825 wurde er zum Sekretär der Konzilskongregation ernannt, blieb jedoch weiterhin Konsultor der Kongregation für außerordentliche kirchliche Angelegenheiten. Er wurde Kanoniker der Basilika maior Santa Maria Maggiore und Visitator der Hospitäler Roms, eine Aufgabe, der er sich bis zu seinem Lebensende mit Nachdruck widmete.

### Kardinalswürde und Tod
Papst Gregor XVI. erhob ihn im Konsistorium vom 30. September 1831 – dem ersten dieses Papstes – zum Kardinalpriester. Den roten Hut erhielt er am 3. Oktober 1831 und am 24. Februar 1832 wurde ihm Santa Maria della Pace als Titelkirche verliehen. Am selben Tag wurde er Mitglied der Kongregationen für außerordentliche kirchliche Angelegenheiten, der Konzilskongregation, der Ritenkongregation und die Propaganda Fide, später auch der Kongregationen für die Prüfung der Bischöfe im kanonischen Recht (vor dem 2. Mai 1832). Giuseppe Antonio Sala wurde vor dem 18. März 1834 zum Präfekten der Kongregation des Index ernannt und war als solcher Mitglied der Studienkongregation. Acht Monate später wurde er zum Präfekten der Kongregation für die Bischöfe und Regularen ernannt (21. November 1834). Er war Mitglied der Kongregationen des Heiligen Offiziums (vor dem 2. Juli 1834) und für den Wiederaufbau der Basilika St. Paul vor den Mauern (vor dem 2. Juli 1834). Seit 1836 Präsident einer außerordentlichen Deputation für die öffentliche Gesundheit kämpfte er gegen die Cholera-Epidemie, die Rom besonders im August und September 1837 schwer traf. 1838 wurde er Erzpriester von Santa Maria Maggiore. Im März 1839, kurz vor seinem Tod, entspann sich ein Disput mit dem Papst, nachdem dieser Fabio Asquini zum Sekretär der Kongregation für die Bischöfe und Regularen ernannt hatte.
Giuseppe Antonio Sala starb im 77. Lebensjahr und wurde in seiner Titelkirche Santa Maria della Pace beigesetzt.

## Werke
Giuseppe Antonio Salas Schriften, einschließlich seines Journals der Republik von 1798/1799 und seines Reformplans von 1814, wurden im späten neunzehnten Jahrhundert veröffentlicht.
- Scritti di Giuseppe Antonio Sala, pubblicati sugli autografi da Giuseppe Cugnoni. 4 Bände. Rom 1882–1888
  - Band I–III: Diario romano degli anni 1798–1799.
  - Band IV: Scritti varj. Darin:
    - Sentimento sull’assistenza dei cardinali alla sagra cerimonia del matrimonio
    - Piano di riforma umiliato a Pio VII (Teilausgabe)
    - Vita di Domenico Sala.

Eine vollständige Ausgabe des Piano di riforma erschien zu Beginn des 20. Jahrhunderts:
- Piano di riforma umiliato a Pio VII. Hrsg. von Giuseppe Cugnoni. Tolentino 1907.